# Hiroshi Hara
Hiroshi Hara (原広司?) (Kanagawa, Japón, 9 de septiembre de 1936-3 de enero de 2025), fue un arquitecto y teórico en arquitectura japonés.
Sus principales obras incluyen: Umeda Sky Building en Osaka, la Estación de Kioto, el Yamato International Building en Tokio y el Domo de Sapporo en Hokkaidō, entre otras importantes estructuras japonesas.
Con un doctorado en ingeniería, fue profesor en la Universidad de Tokio hasta 1997, y desde entonces es profesor emérito. Ha obtenido a lo largo de su trayectoria profesional varios premios de Arquitectura.

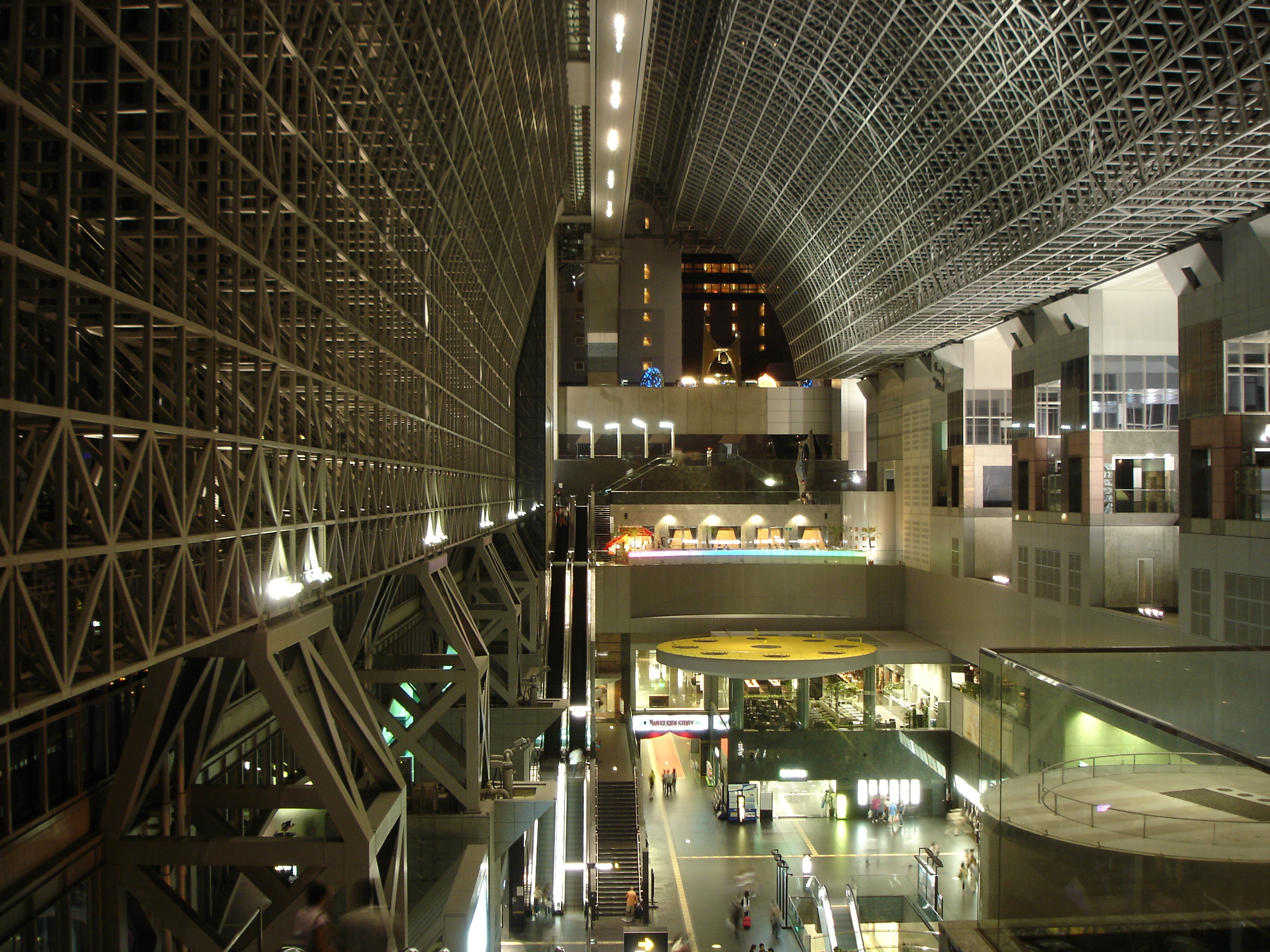
Interior estación de tren Kioto.

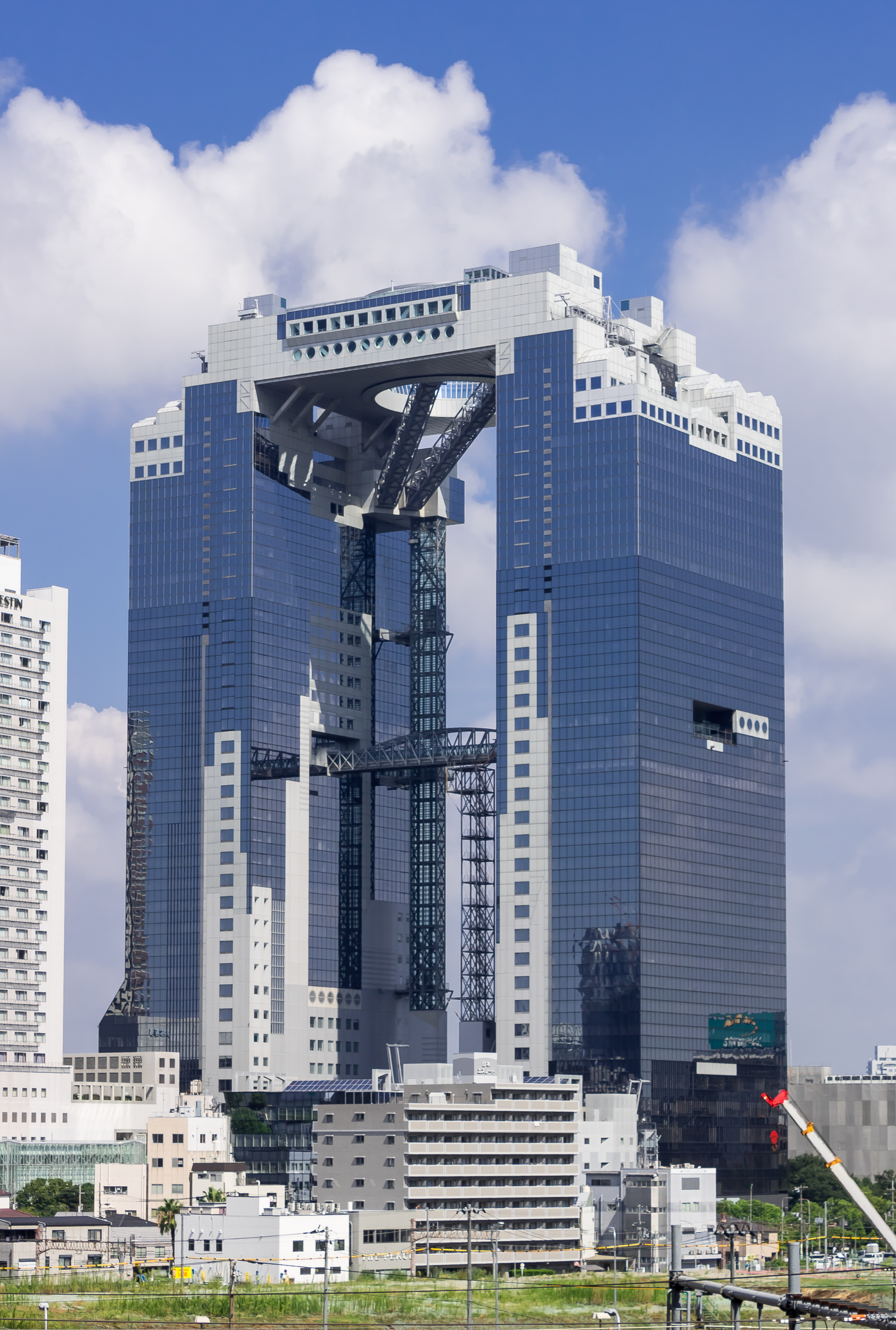
Umeda Sky Building, Osaka.

## Educación
Hiroshi Hara se licenció como Arquitecto en la Universidad de Tokio en 1959, posteriormente obtuvo un máster en 1961, y un Doctorado en 1964 también en la Universidad de Tokio. Se convirtió en profesor asociado en la facultad de Arquitectura de la Universidad de Tokio (1964) y profesor asociado en el Instituto de Ciencias Industriales de la Universidad de Tokio en 1969. En 1968 dictó un seminario de verano en la Universidad de Harvard.

## Publicaciones
Hiroshi Hara no sólo es conocido como Arquitecto, sino también como autor de ensayos teóricos sobre la Arquitectura y las ciudades, entre otros ensayos "Discrete City".

## Completo
- Yamato International, Ota (Tokio), 1987
- Kenju Park 'Forest House', Nakaniida, Miyagi Prefecture, 1987
- Lida City Museum, Lida, Nagano Prefecture, 1988
- Umeda Sky Building, Kita-ku, Osaka, 1993
- Miyagi Prefectural Library, Sendai, Miyagi Prefecture, 1997
- Kyoto Station Complex, Shimogyo-ku, Kioto, 1997
- Sapporo Dome, Sapporo, Hokkaidō, 2001
- University of Tokyo, Komaba Campus II, Tokio, 2002
- Aizu Gakuho Junior and Senior High School, Aizuwakamatsu, Fukushima Prefecture, 2007